# Kühler
Ein Kühler wird bei der Wärmeabfuhr eingesetzt. Dabei nimmt ein Kühlkörper die Wärme auf, ein den Kühlkörper umströmendes Kühlmittel entzieht diesem Wärme, die anschließend mithilfe des Kühlmittels abtransportiert werden kann. Ein verwandter Begriff ist Kältemaschine.
Man unterscheidet unter anderem zwischen:
- Kühlregister in der Klimatechnik, siehe auch Tischkühler
- Prozessorkühler
- Kühler bei Kraftfahrzeugen, siehe auch Wasserkühlung und Radiator
- Kühler, ein natürlich gekühlter Raum zur Aufbewahrung von Esswaren und Getränken in heißen Gegenden.
- Chemie- und Verfahrenstechnik:
  - Wärmeübertrager (Wärmetauscher)
  - Drehrohrkühler
  - Sektionalkühler
  - Schachtkühler
- Chemisches Laboratorium
  - Laborkühler
    - Liebig-Kühler
    - Rückflusskühler

  - Kühlfalle